# سیزووا گریوا
سیزووا گریوا (به لاتین: Sizova Griva) یک منطقهٔ مسکونی در روسیه است که در استان آستراخان واقع شده‌است.